# Gareth Evans (pilote automobile)
Pour les articles homonymes, voir Gareth Evans et Evans.
Pas d'image ? Cliquez ici
Gareth Evans, né le 26 mars 1959 à Londres est un pilote automobile britannique. Il a notamment participé à cinq reprises aux 24 Heures du Mans, entre 2004 et 2008,.

## Carrière
Il commence sa carrière de pilote automobile, en 2003 dans le championnat British GT (en) au volant d'une TVR Tuscan T400R.
En 2005, il est champion Le Mans Endurance Series dans la catégorie LMP2.
En 2012, il remporte le titre en Groupe C Racing.